# Cikas
Cikas (lat. Cycas) jedini rod porodice cikasovki (Cycadaceae) kojemu pripada oko 115 vrsta vazdazelenog grmlja i drveća u tropskoj Aziji, istočnoj Africi, Polineziji i sjevernoj Australiji. Cikasi se oplođuju spermatozoidima koji su najveći u cijelome biljnom i životinjskom svijetu. Cvjetzovi su im jednospolni i dvodomni, uglavnom oblika češera, muški se se sastoje od velikog broja ljuskastih prašničkih listova velikim brojem peludnica, a ženski češer od plodnih ljusaka s 2 ili više sjemenih zametaka.
Od vrsta Cycas circinalis i Cycas revoluta čije su srčike pune škroba proizvodi se vrsta saga koji se koristi za izradu prehrambenih proizvoda.

## Vrste
1. Cycas aculeata
2. Cycas aenigma
3. Cycas angulata
4. Cycas annaikalensis
5. Cycas apoa
6. Cycas arenicola
7. Cycas armstrongii
8. Cycas arnhemica
9. Cycas badensis
10. Cycas balansae
11. Cycas basaltica
12. Cycas beddomei
13. Cycas bellefontii
14. Cycas bifida
15. Cycas bougainvilleana
16. Cycas brachycantha
17. Cycas brunnea
18. Cycas cairnsiana
19. Cycas calcicola
20. Cycas campestris
21. Cycas canalis
22. Cycas candida
23. Cycas cantafolia
24. Cycas chamaoensis
25. Cycas changjiangensis
26. Cycas chevalieri
27. Cycas circinalis
28. Cycas clivicola
29. Cycas collina
30. Cycas condaoensis
31. Cycas conferta
32. Cycas couttsiana
33. Cycas cupida
34. Cycas curranii
35. Cycas debaoensis
36. Cycas desolata
37. Cycas diannanensis
38. Cycas dolichophylla
39. Cycas edentata
40. Cycas elephantipes
41. Cycas elongata
42. Cycas fairylakea
43. Cycas falcata
44. Cycas ferruginea
45. Cycas fugax
46. Cycas furfuracea
47. Cycas glauca
48. Cycas gracilis
49. Cycas guizhouensis
50. Cycas hainanensis
51. Cycas hoabinhensis
52. Cycas hongheensis
53. Cycas hypoleuca
54. Cycas indica
55. Cycas inermis
56. Cycas javana
57. Cycas lacrimans
58. Cycas lane-poolei
59. Cycas laotica
60. Cycas lindstromii
61. Cycas maconochiei
62. Cycas macrocarpa
63. Cycas media
64. Cycas megacarpa
65. Cycas micholitzii
66. Cycas micronesica
67. Cycas montana
68. Cycas multifrondis
69. Cycas multipinnata
70. Cycas nathorstii
71. Cycas nitida
72. Cycas nongnoochiae
73. Cycas ophiolitica
74. Cycas orientis
75. Cycas pachypoda
76. Cycas panzhihuaensis
77. Cycas papuana
78. Cycas pectinata
79. Cycas petraea
80. Cycas platyphylla
81. Cycas pranburiensis
82. Cycas pruinosa
83. Cycas pygmaea
84. Cycas revoluta
85. Cycas riuminiana
86. Cycas rumphii
87. Cycas sancti-lasallei
88. Cycas saxatilis
89. Cycas schumanniana
90. Cycas scratchleyana
91. Cycas seemannii
92. Cycas segmentifida
93. Cycas semota
94. Cycas sexseminifera
95. Cycas siamensis
96. Cycas silvestris
97. Cycas simplicipinna
98. Cycas sphaerica
99. Cycas sundaica
100. Cycas szechuanensis
101. Cycas taitungensis
102. Cycas taiwaniana
103. Cycas tanqingii
104. Cycas tansachana
105. Cycas terryana
106. Cycas thouarsii
107. Cycas tonkinensis
108. Cycas tropophylla
109. Cycas tuckeri
110. Cycas vespertilio
111. Cycas wadei
112. Cycas xipholepis
113. Cycas yorkiana
114. Cycas zambalensis
115. Cycas zeylanica